# Jovan Pačić
Jovan Pačić (en serbe cyrillique : Јован Пачић ; né le 6 novembre 1771 à Baja et mort le 4 décembre 1849 à Buda) est un officier, un poète, un écrivain, un traducteur, un illustrateur et un peintre serbe. Il a été membre correspondant de la Société serbe des gens de Lettres, un des ancêtres de l'actuelle Académie serbe des sciences et des arts.
Il a été le premier Serbe à traduire Goethe.

## Biographie
Jovan Pačić est né en 1771 dans la petite ville de Baja, aujourd'hui en Hongrie, dont sont originaires aussi de nombreux auteurs et artistes serbes comme Joakim Vujić, Bogoboj Atanacković, Mita Popović, le peintre Pavel Đurković et le sculpteur Dimitrije Popović. Il fréquente l'école allemande et hongroise de Kalocsa.
En 1792 ou 1793, il rejoint le régiment de hussards de l'armée autrichienne et se bat contre les Français. Il prend part à plusieurs batailles de la Cinquième Coalition et est blessé à la bataille de Wagram en 1809. Il prend sa retraite en tant que capitaine de cavalerie après une année de convalescence et s'installe à Novi Sad puis à Győr en 1838.
Jovan Pačić publie de nombreux vers dans la Revue serbe (Serbski letopis), dans des journaux de Budapest, dans le Journal national serbe (Serbski narodni list) et dans des magazines jusqu'en 1842. Il consacre ses loisirs à la poésie mais aussi à la peinture, réalisant d'abord des paysages et des scènes de genre.
Pačić meurt en 1849 dans le quartier de Tabán, à Budapest, dans un hôtel dont le propriétaire, Sima Ignjatović, est l'oncle de Jakov Ignjatović. Ses voisins d'alors sont le poète Sima Milutinović Sarajlija et le romancier Milovan Vidaković.

## Travaux littéraires

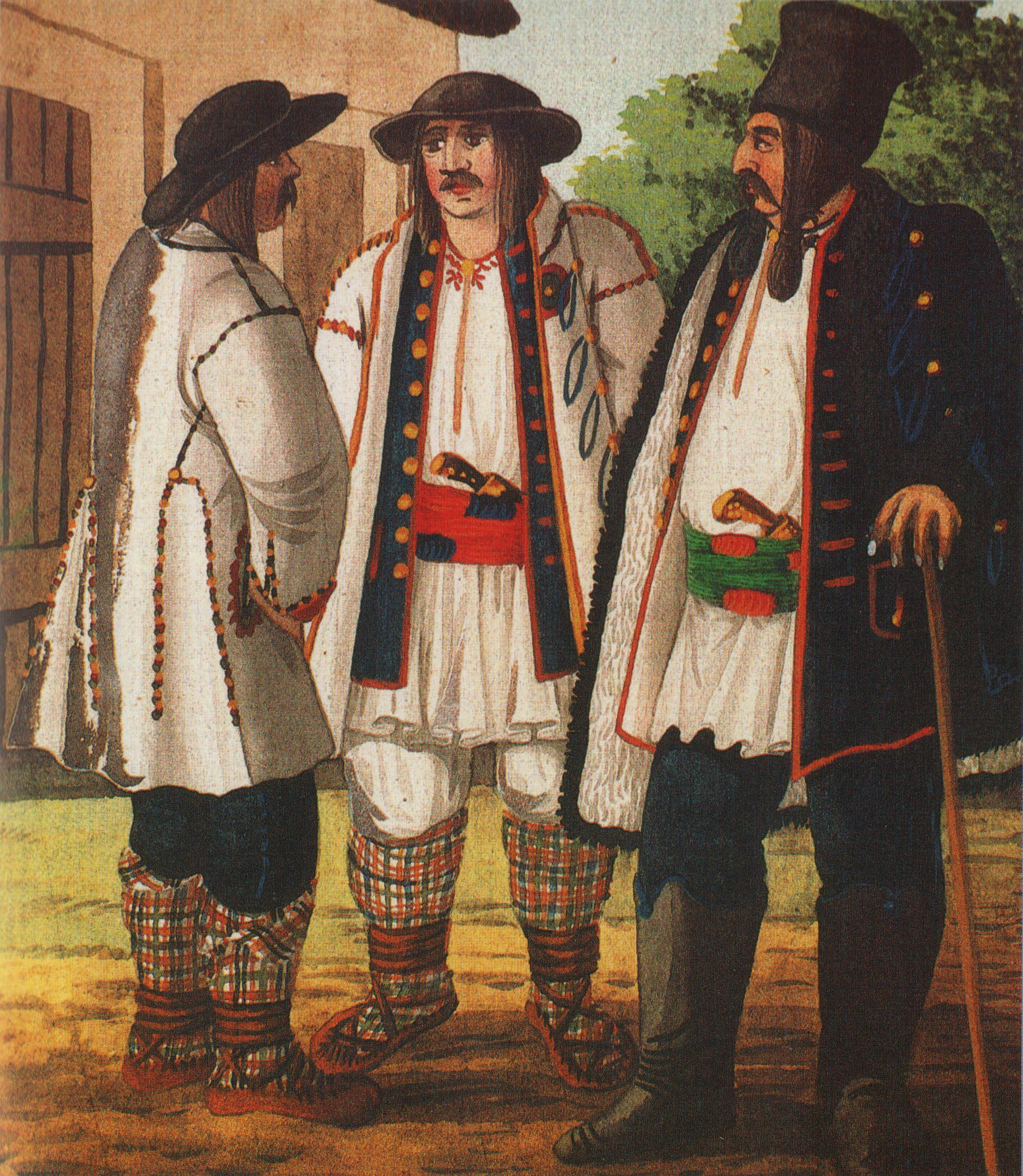
Vêtements serbes de la Bačka par Jovan Pačić

En tant qu'écrivain et poète, Jovan Pačić a écrit Imenoslovo ili rečnik lićny imena razny naroda Slavenski, un lexique des noms de divers peuples slaves, en collaboration avec Ján Kollár, ouvrage publié pour la première fois à Budapest en 1826 ; il a également écrit Sočinenija pesnosloska (1827) et Stojšićev Elikon ili Sredstvoukrašenja duše (1827). Il a également traduit les chansons et les proverbes hongrois de Péter Beniczky, qui a vécu au début du XVIIe siècle.
Les poèmes de Pačić évoquent l'amour, le vin et les combats ; il aussi composé des élégies et des épigrammes. Ses vers sont dans la lignée de certains de ses contemporains comme le poète allemand Ernst Schulze, le poète hongrois Mihály Csokonai Vitéz et le poète serbo-hongrois Mihailo Vitković. Il avait aussi de l'admiration pour le poète Giovanni Della Casa (1503-1556), un prélat connu pour ses poèmes de jeunesse licencieux qui lui avaient barré la route vers le cardinalat.

## Peinture
Pačić a illustré ses propres ouvrages, comme l'atteste la couverture de ses Vêtements serbes de la Bačka, une aquarelle qui fait partie de son livre d'art intitulé Nošnje iz Bačke (Costumes nationaux de la Bačka).